# River Esk (Cumbria)
Der River Esk ist der Name eines Flusses im nordenglischen Nationalpark Lake District.
Er ist einer der beiden Flüsse mit diesem Namen. Er liegt in Cumbria und nicht zu verwechseln mit dem River Esk, der nahe der schottischen Grenze in Dumfries und Galloway fließt.
Der Fluss entspringt im Sca-Fell-Massiv in einer Höhe von ca. 750 Metern unter dem Pass Esk Hause zwischen Great End und Esk Pike. Der Quellfluss fließt durch das Great Moss und wird dort von zahlreichen kleineren Bächen gespeist, zu deren wesentlichen Little Narrowcove gehört, der östlich unterhalb Mickledore zwischen Sca Fell und Scafell Pike entspringt. Nach einigen Steilstufen am Ende des Great Moss wird er im weiteren Verlauf von Lingcove Beck und Hardknott Beck verstärkt, um durch das Tal Eskdale zu fließen und bei Ravenglass in einem Ästuar, in das auch die Flüsse Mite und Irt fließen, in die Irische See zu münden.
Die Herkunft des Namens wird abgeleitet vom Alt-walisischen Wort esk für „Wasser“, aber auch von der Kurzform für Esker (oder auch Os), da im Verlauf des Flusses Beispiele für diese geologische Formation vorhanden sind.